# 莫克拉
48°42′16″N 22°42′54″E / 48.70444°N 22.71500°E
莫克拉（烏克蘭語：Мокра）是烏克蘭西部的村莊，隸屬外喀爾巴阡州的烏日霍羅德區。該村面積7.78平方公里，海拔高度252米，2001年人口353，人口密度每平方公里45.37人。